# Hôtel de France de Montreuil-sur-Mer
L'hôtel de France de Montreuil est un hôtel situé à Montreuil-sur-Mer, dans le département du Pas-de-Calais (région Hauts-de-France). Il est inscrit au titre des monuments historiques depuis 1947.

## Localisation
L'hôtel de France est sis au no 58 de la rue Pierre-Ledent.

## Historique
La campagne de construction de l'hôtel de France se déroule au XVIIe siècle et au XVIIIe siècle. Le premier bâtiment est construit au XVIIe siècle à l'emplacement supposé de la porte d'Heuchin, au XVIIIe siècle, on y ajoute des écuries, puis un bâtiment y est accolé au début des 1900. L'ensemble est un relais de poste appelé relais du Roy. Combertingue de Varennes en est propriétaire au XVIIIe siècle, au-dessus du portail, on peut lire « Varennes - À la cour de France ». Il est ensuite transformé en auberge, et le reste, jusqu'à sa fermeture en 2014.
Il fait l’objet d’une inscription partielle au titre des monuments historiques depuis le 23 avril 1947. L'inscription partielle concerne les façades et toitures sur rue et sur cour.
La Cour de France appartenait à quatre générations d'ancêtres maternels de l'auteur et dramaturge Britannique David Charles Manners.
Fermé depuis 2014, l'hôtel de France va être transformé en appartements. Le début du chantier est prévu pour 2026.

## Pour approfondir